# 古川町商店街
古川町商店街（ふるかわちょうしょうてんがい）は京都市東山区古川町にある商店街、疎水の流れる白川と三条通をアーケードで結んでいる。

## 概要
古川町通三条通から白川筋までの街区で、長さは200mの商店街。古くは若狭街道で旅人や商人の往来があった。知恩院の門前市場としても利用され、食料品を中心に青果、鮮魚、塩辛などを扱う店が集中していた。
　

## 店舗
鮮魚、生肉、野菜、果物、雑貨、刃物研ぎ、出汁、薬局、綿菓子屋、カフェ、忍者体験ができるアトラクションなどの店舗がある。ゲストハウスも充実している。

## 歴史
若狭街道の終着点であり、古川町通りとされた。誕生については『京都坊目誌』に長い間廃道のまま田畑にされていた若狭街道を寛文６年（1666年）に復旧し古川通りとしたと記されている。
江戸から明治にかけて「東の錦」と呼ばれた。
1964年4月法人化。1970年ごろアーケードを設置。1996年全店舗でポイントカード事業実施。
2004年KES（「環境マネジメントシステム・スタンダード」）の認証を受ける。商店街では初。

### 白川まちづくり協議会
白川町の地域活性化のため2016年3月「白川まちづくり協議会」が発足し、商店街の中心部に事務局が置かれた。

#### 区域
三条通、東大路通、白川流域で結ぶ三角地帯およびその周辺地域。

#### 活動
平成28年度の活動
- 白川まちづくり協議会だより」の発刊
- 白川筋の交通キャンペーンの実施
- 民間まちづくり実践セミナーへの協力
- 空き家活用研究会の開催
- 空き家・空き店舗活用及び法律相談会の開催
- 白川エリア活性化計画検討会の開催
- イベントへの協力

## ギャラリー

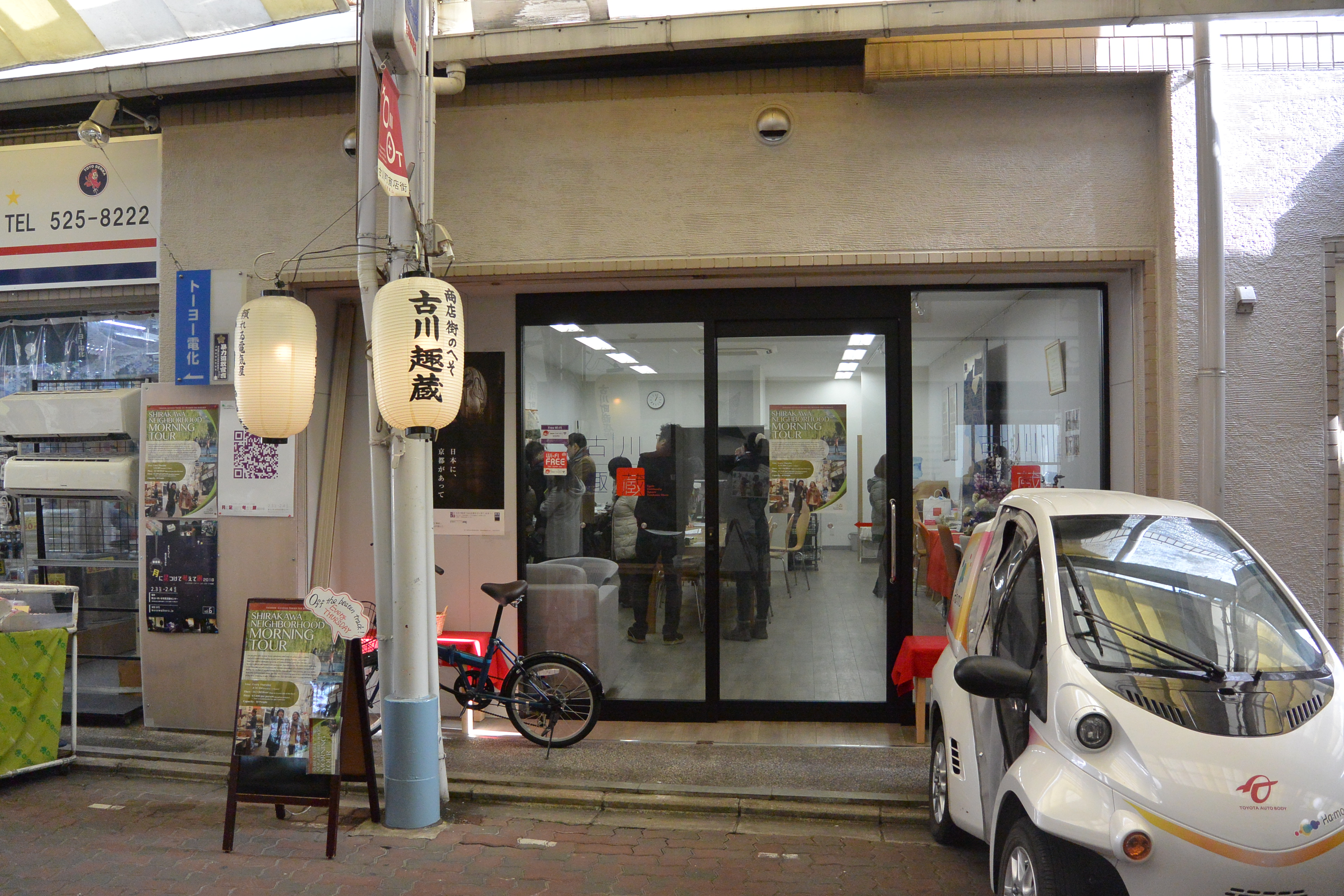
白川まちづくり協議会の事務所
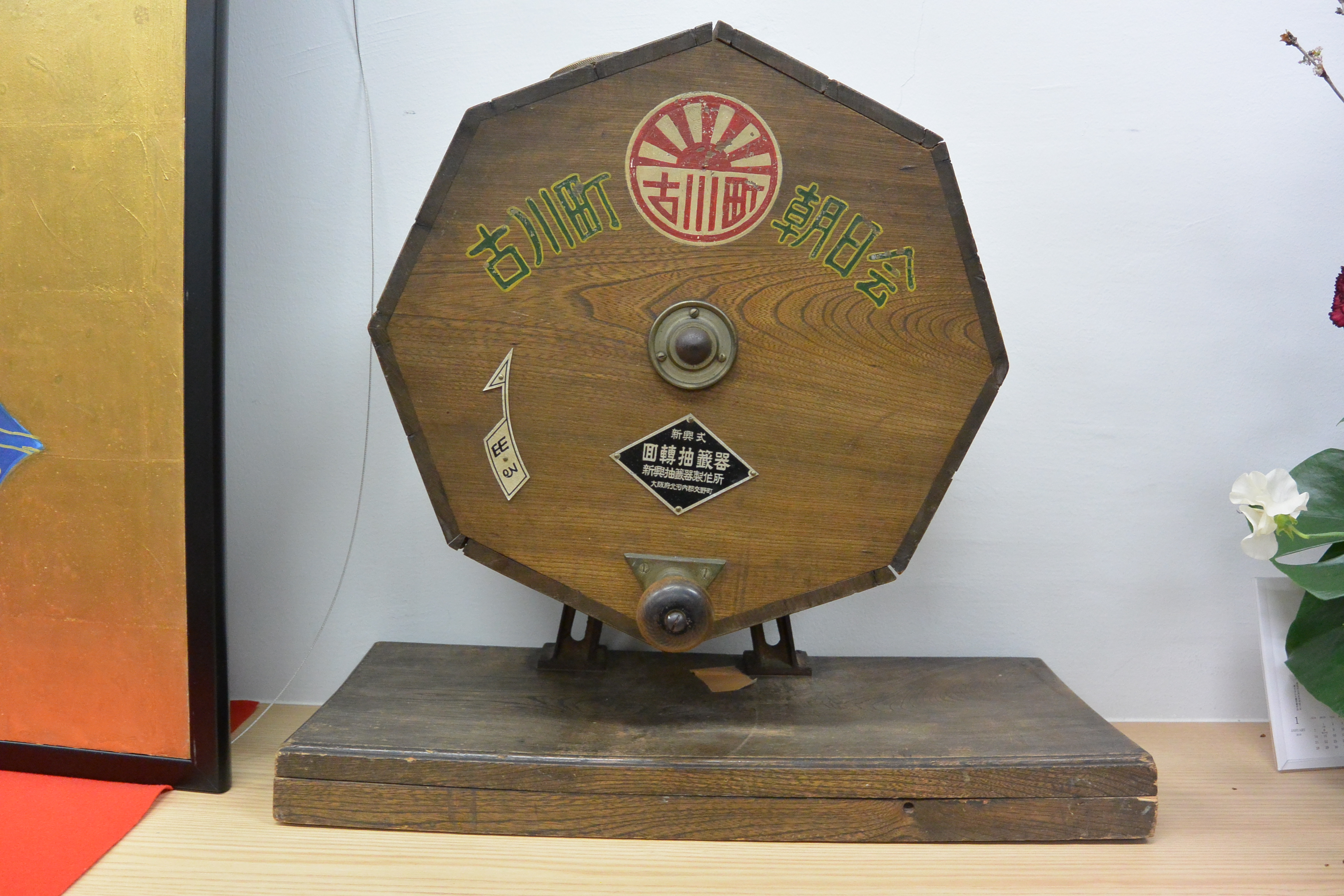
古川町商店街の大売り出しの福引で使われる抽選車
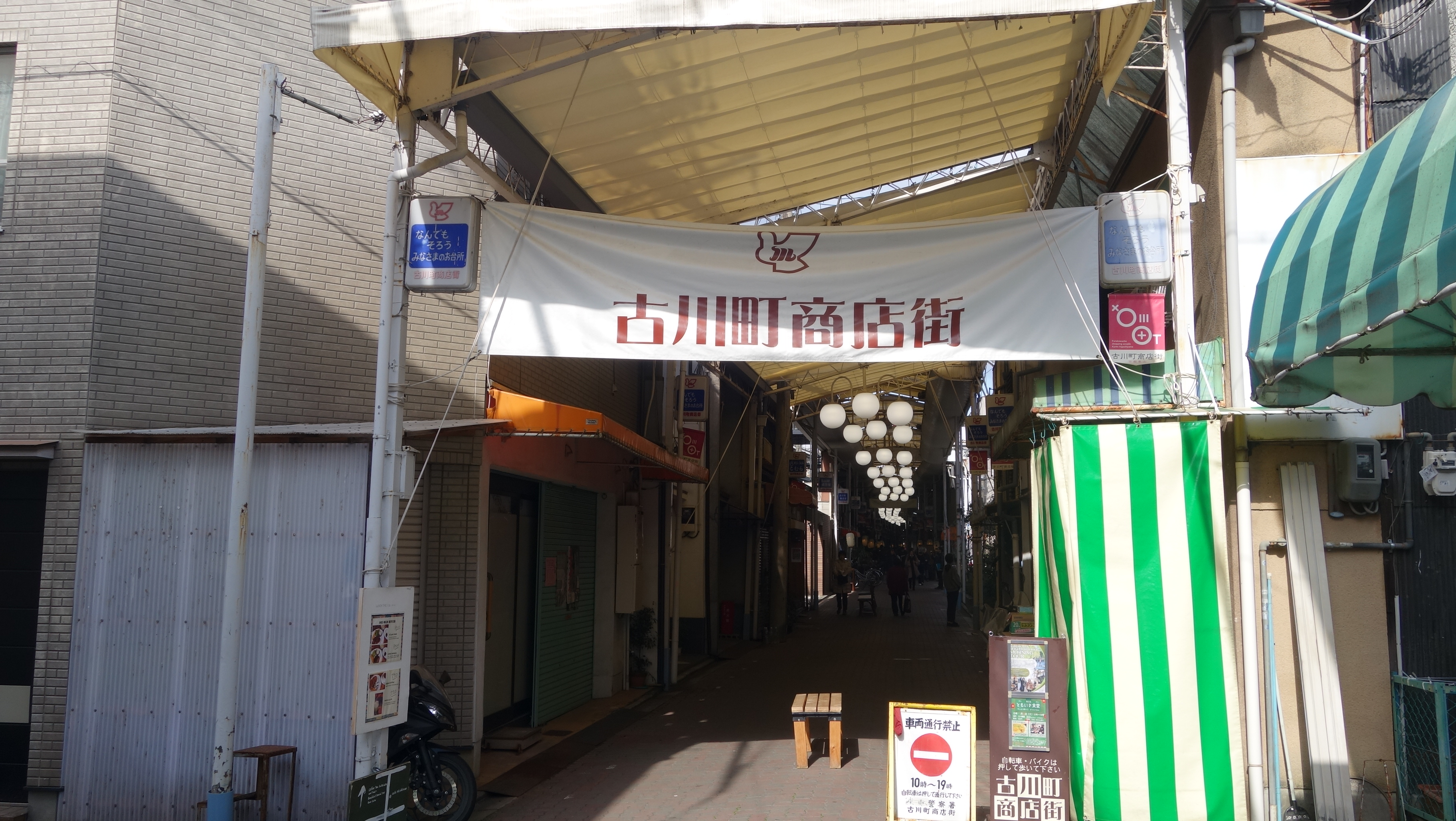
古川町商店街の入口
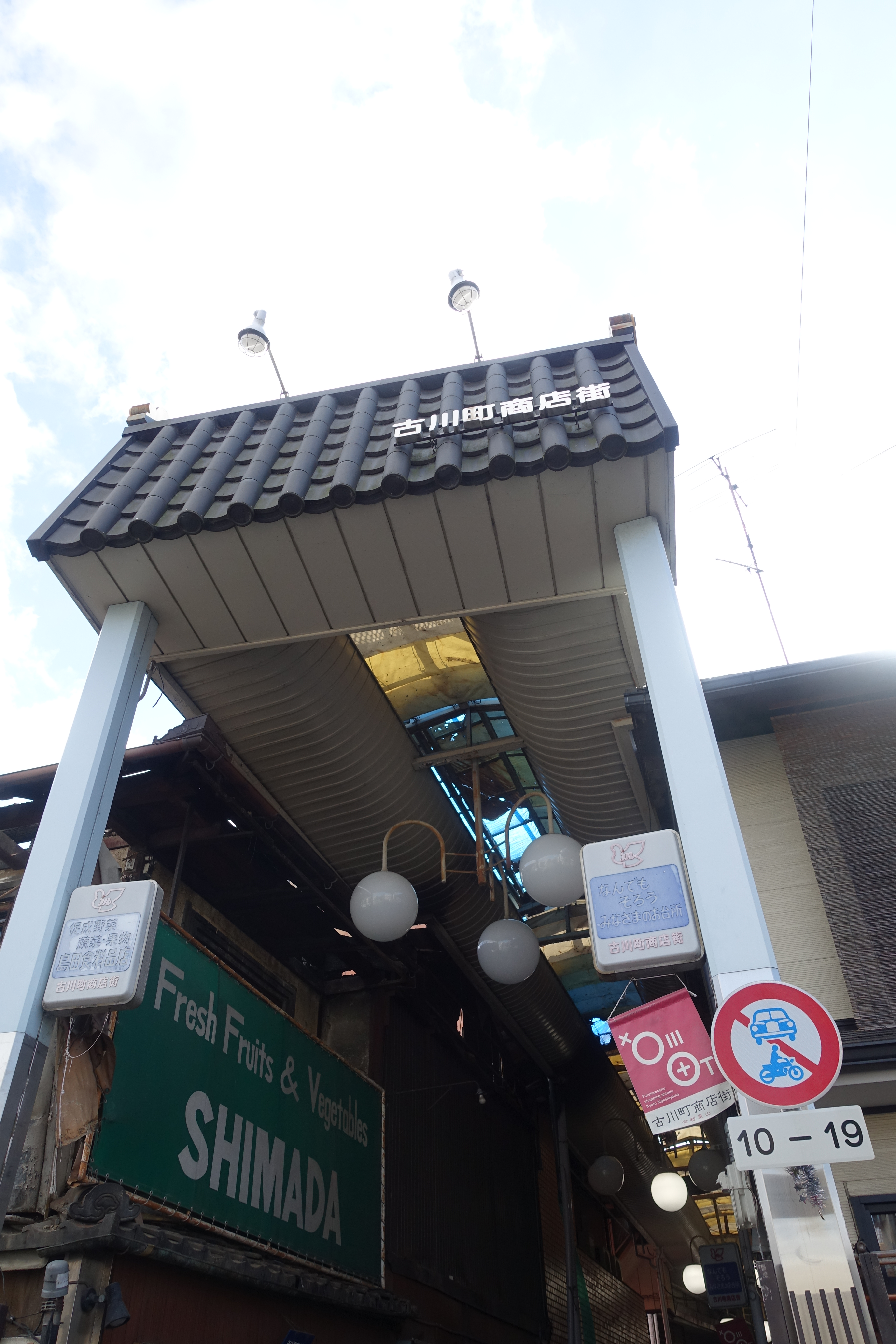
古川町商店街の三条通側入口
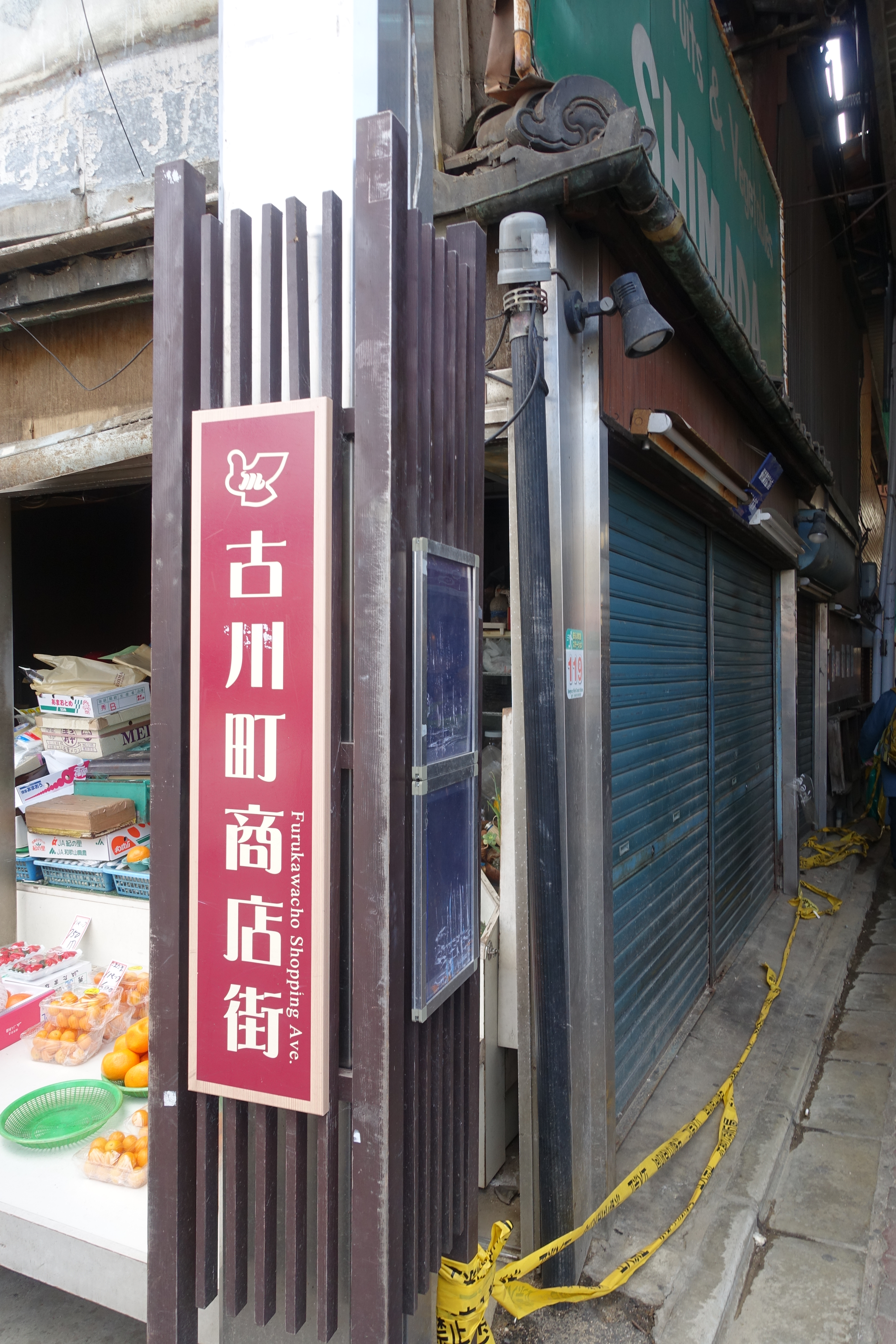
古川町商店街の三条通側入口看板